# Hålmalar
Hålmalar (Heliozelidae) är en familj i insektsordningen fjärilar. Larverna lever som minerare på blad. När den ska förpuppa sig skär den en ut ett ovalt hål i bladet, därav det svenska namnet. 

## Kännetecken
Hålmalar är små fjärilar med ett vingspann på mellan 5 och 9 millimeter för de nordiska arterna. Vingarna har glänsande fjäll och är oftast mörka med ljusare fläckar och band. Huvudet är glänsande med nedliggande fjäll. Bakvingarna har långa vingfransar. Antennerna är relativt korta, högst hälften så långa som framvingen.

## Levnadssätt
De flesta hålmalar är dagaktiva. Honan lägger äggen ett och ett inne i ett skott, bladskaft eller blad. Larverna lever som minerare. När larven har växt färdigt skär den ut en oval bladbit som den gör en hylsa av som den förpuppar sig i. Förpuppningen sker på marken. 

## Systematik
Hålmalar bildar tillsammans med 5 andra familjer överfamiljen Incurvariodea. Det finns drygt 100 beskrivna arter fördelade på cirka 12 släkten. 
Släkten enligt Catalogue of Life:
- Antispila
- Antispilina
- Coptodisca
- Dyselachista
- Heliozela
- Hoplophanes
- Ischnocanaba
- Lamprozela
- Monachozela
- Phanerozela
- Prophylactis
- Pseliastis
- Tyriozela

## Arter i Sverige
I Sverige har 5 arter påträffats. 
- större kornellmal (Antispila metallella)
- mindre kornellmal (Antispila treitschkiella)
- ekbladshålmal (Heliozela sericiella)
- albladshålmal (Heliozela resplendella)
- björkbladshålmal (Heliozela hammoniella)